# Esercito Nazionale Indiano
L'Esercito Nazionale Indiano (Indian National Army in inglese o Azad Hind Fauj in hindi) era una forza armata formata da nazionalisti indiani nel 1942 nel sud-est asiatico durante la seconda guerra mondiale. Il suo obiettivo era quello di garantire l'indipendenza indiana dal dominio britannico. Ha formato un'alleanza con il Giappone nella campagna di quest'ultimo nel teatro del sud-est asiatico della seconda guerra mondiale. L'esercito fu formato per la prima volta nel 1942 sotto Rash Behari Bose, da prigionieri di guerra indiani dell'esercito britannico-indiano catturati dal Giappone nella campagna malese e a Singapore. Questo primo INA è crollato ed è stato sciolto nel dicembre di quell'anno dopo le differenze tra la leadership dell'INA e l'esercito giapponese sul suo ruolo nella guerra del Giappone in Asia. Rinacque sotto la guida di Subhas Chandra Bose dopo il suo arrivo nel sud-est asiatico nel 1943. L'esercito fu dichiarato l'esercito di Arzi Hukumat-e-Azad Hind di Bose (il governo provvisorio dell'India libera). Sotto la guida di Bose, l'INA attirò ex prigionieri e migliaia di volontari civili dalla popolazione espatriata indiana in Malesia e Birmania. Questo secondo INA combatté insieme all'esercito imperiale giapponese contro le forze britanniche e del Commonwealth nelle campagne in Birmania: a Imphal e Kohima, e più tardi contro il ritiro degli Alleati in Birmania.
Dopo la formazione iniziale dell'INA nel 1942, l'esercito britannico-indiano temeva che ulteriori truppe indiane avrebbero disertato. Ciò ha portato a un divieto di denuncia e a una campagna di propaganda chiamata "Jiffs" per preservare la lealtà del Sepoy. Storici come Peter W. Fay che hanno scritto sull'esercito, tuttavia, ritengono che l'INA non abbia avuto un'influenza significativa sulla guerra. La fine della guerra vide molte delle truppe rimpatriate in India, dove alcune furono sottoposte a processi per tradimento. Queste prove divennero un punto galvanizzante nel movimento per l'indipendenza indiana. L'ammutinamento di Bombay nella Royal Indian Navye si ritiene che altri ammutinamenti nel 1946 siano stati causati dai sentimenti nazionalisti causati dai processi INA. Storici come Sumit Sarkar, Peter Cohen, Fay e altri suggeriscono che questi eventi abbiano avuto un ruolo cruciale nell'accelerare la fine del dominio britannico. Un certo numero di persone associate all'INA durante la guerra in seguito ha ricoperto ruoli importanti nella vita pubblica in India e in altri paesi del sud-est asiatico, in particolare Lakshmi Sahgal in India, e John Thivy e Janaki Athinahappan in Malaysia.
Era associato con il Giappone imperiale e le altre potenze dell'Asse, e le accuse furono mosse contro le truppe dell'INA di essere coinvolte e complici nei crimini di guerra giapponesi. I membri dell'INA furono visti come collaboratori dell'Asse da soldati britannici e prigionieri di guerra indiani che non si unirono all'esercito, ma dopo la guerra furono visti come patrioti da molti connazionali. Sebbene siano stati ampiamente commemorati dal Congresso nazionale indiano nell'indomani immediatamente dell'indipendenza dell'India, ai membri dell'INA fu negato lo status di combattente per la libertà dal governo indiano, a differenza di quelli del movimento gandhiano. Tuttavia, l'esercito rimane un argomento popolare e appassionato nella cultura e nella politica indiana.